# Harald und Eddi
Harald und Eddi war eine Sketch-Serie im Ersten mit den beiden Hauptdarstellern Harald Juhnke und Eddi Arent. Es gab vier Staffeln mit insgesamt 24 Folgen, die von 1987 bis 1990 vom NDR produziert wurden.

## Konzept
Jede Folge dauerte 25 Minuten. In den Sketchen, welche jeweils weniger als eine Minute bis höchstens wenige Minuten dauerten, traten in der Regel beide Schauspieler als Hauptpersonen auf, meistens zusammen mit Nebendarstellern.
Die Serie war beim Publikum ein großer Erfolg. Dabei wurden die Dreharbeiten gelegentlich durch persönliche Differenzen von Juhnke und Arent erschwert. Einige der Sketche stammen ursprünglich aus der britischen Serie The Two Ronnies.

## Nebenrollen
Die Darsteller sind nach der Anzahl der Folgen sortiert, in denen sie auftraten (Folgennummern in Klammern).
- Karen Friesicke (7, 8, 9, 10, 11, 12, 13, 14, 15, 16, 17, 18, 19, 20, 21, 22, 23, 24)
- Christine Kaufmann (7, 8, 10, 11, 12, 13, 14, 16, 17, 18, 19, 20, 21, 22, 23, 24)
- Margret Homeyer (7, 8, 13, 15, 16, 18, 19, 20, 21, 22, 23)
- Dagmar Biener (14, 15, 16, 18, 19, 20, 21, 23, 24)
- Nora Jensen (14, 15, 16, 18, 19, 21, 23, 24)
- Peter Doering (4, 19, 20)
- Karl-Ulrich Meves (3, 19, 20)
- Evelyn Meyka (1, 14, 16)
- Gaby Fischer (3, 15, 20)
- Günther Kaufmann (7, 9, 11)
- Barbara Czerwinski (8, 9)
- Egon Hofmann (15, 21)
- Lisa Riecken (1, 3)
- Margot Rothweiler (16, 19)
- Jürgen Wegner (1, 8)
- Charlott Adami (6)
- Claudia Arnold (1)
- Wolfgang Bathke (9)
- Dagmar Berghoff (24)
- Andrea Brix (5)
- May Buchgraber (1)
- Jeannine Burch (13)
- Karin David (5)
- Mechtild Erpenbeck (16)
- Helmut Roland Fröhlich (7)
- Constanze Harpen (5)
- Alexander Herzog (20)
- Ursula Heyer (1)
- Laurent Holzammer (22)
- Lotti Huber (7)
- Simon Jacombs (19)
- Klaus Jepsen (10)
- Heidi Joschko (6)
- Jutta Kausch (5)
- Hannelore Kiesbauer (4)
- Sibylle Kuhne (5)
- Dieter Kursawe (5)
- Ernst Wilhelm Lenik (20)
- Aurelio Malfa (3)
- Lothar Mann (9)
- Christel Merian (2)
- Brigitte Mira (18)
- Joachim Müller (1)
- Gundula Petrovska (6)
- Horst Pinnow (3)
- Liane Rudolph (4)
- Maximilian Ruethlein (7)
- Peter Schlesinger (11)
- Hilde Sessak (24)
- Ewa Teilmans (1)
- Beate Tober (6)
- Rüdiger Tuchel (8)
- Rudolf Unger (5)
- Dan van Husen (20)
- Gottfried Vollmer (12)
- Herbert Weißbach (7)
- Inge Wolffberg (10)
- Friedrich Wollweber (6)

## Specials
Außerdem gibt es zwei größere Specials als Dokumentationen mit Ausschnitten von Sketchen und Hintergrundinformationen. Das erste Special entstand 2008 mit dem Titel „Lachgeschichten: Harald und Eddi“ (45 Min.) von Rüdiger Daniel, das zweite Special mit dem Titel „30 Jahre Harald & Eddi“ (90 Min.) vom NDR entstand 2016.

## Auszeichnungen
Im Jahr 1990 wurde Alexander Stever beim Telestar in der Kategorie Bester Autor für eine Serie ausgezeichnet.

## Veröffentlichungen
Studio Hamburg Al!ve brachte 2010 und 2013 alle vier Staffeln der Serie auf DVD in einer Box heraus.